# 언도러이 페테르
언도러이 페테르(헝가리어: Andorai Péter, 1948년 4월 25일 ~ 2020년 2월 1일)는 헝가리의 영화 배우이다. 부다페스트에서 나고 죽었다.

## 영화
- 커다란 노트 (2013년)
- 도어 (2012년) - 미스터 브로다릭스 역
- 매장되지 않은 남자 (2004년)
- 마법사 시몬 (1999년)
- 재미삼아 (1989년)
- 나의 20세기 (1989년)
- 위기의 7분 (1989년)
- 미다스 터치 (1988년)
- 하누센 (1988년)
- 레들 대령 (1985년)
- 또 다른 길 (1982년)
- 메피스토 (1981년)
- 파랑새 (1980년)